# Latarnia morska Ovišu
Latarnia morska Ovišu (łot. Ovišu baka) – najstarsza  działająca latarnia na Łotwie znajdująca się na terenie Kurlandii na wybrzeżu Morza Bałtyckiego. Zarządzają nią władze portu w Windawie.

## Informacje ogólne
Latarnia nadal działa i znajduje się na liście zabytków kultury narodowej podlegających ochronie. Latarnia ma cylindryczną budowę: zewnętrzna kamienna wieża ma średnicę 11,5 metra, a wewnątrz znajduje się druga o średnicy 3,5 metra. W budynku technicznym stojącym obok latarni powstało muzeum, w którym umieszczono eksponaty związane z pracą latarni. Obecnie latarnia służy głównie turystom, ale od 2012 roku wykorzystuje się jej dobrą akustykę, organizując koncerty muzyczne.
Wieża wieży ma 37 m wysokości, ale wznosi się 38 m nad poziomem morza. Z czasem zmieniła się jej odległość od morza – dawniej było to około 2 km, ale obecnie jest tylko 360 m od linii brzegowej. 

## Historia
Najstarsza latarnia morska na Łotwie powstała w 1814 roku. Już w XI wieku palono tu jako znaki orientacyjne ogniska lub beczki ze smołą. Budowę latarni rozpoczęto w 1809 roku, ale z powodu wojny z Napoleonem prace wstrzymano. Prace ukończono dopiero w 1814 roku.